# 漫画风云
《漫画风云》（英語：Comic King），2001年香港爱情片，导演柯星沛，主演林心如、张智霖、陈奕迅、谢霆锋。

## 剧情
热衷漫画的男子叶风和武云描绘了“横刀”与“浩南”，漫画书名字是《刀剑笑》、《古惑鬼》，一时洛阳纸贵。两人事业如火，但是秘书“梦”的出现，使得两人陷入了三角恋，并且为了“梦”而互相攻讦。

## 演出
- 林心如 出演 梦
- 张智霖 出演 叶风
- 陈奕迅 出演 武云
- 谢霆锋 出演 浩南、横刀

## 制作
该片在香港维多利亚公园取景。
该片是香港四部贺岁档期电影《特务迷城》、《漫画风云》、《钟无艳》及《102斑点狗》其中之一。
2001年3月15日，该片登陆广东省广州市。

## 外部連結
- 開眼電影網上《漫画风云》的資料（繁體中文）
- 香港影庫上《漫画风云》的資料（繁體中文）
- 时光网上《漫画风云》的資料（简体中文）
- 豆瓣电影上《漫画风云》的資料 （简体中文）
- 爛番茄上《漫画风云》的資料（英文）
- AllMovie上《漫画风云》的资料（英文）
- 互联网电影数据库（IMDb）上《漫画风云》的资料（英文）